# Mortal Kombat Legends: Battle of the Realms
Mortal Kombat Legends: Battle of the Realms ist der zweite US-amerikanische Animationsfilm der Mortal-Kombat-Legends-Reihe von Ethan Spaulding aus dem Jahr 2021. Er wurde am 31. August in Deutschland und drei anderen Länder von Warner Bros. Animation veröffentlicht. Es handelt sich um die Fortsetzung von Mortal Kombat Legends: Scorpion’s Revenge (2020), 2022 folgte Mortal Kombat Legends: Snow Blind.

## Handlung
Nach den Ereignissen des vorherigen Mortal Kombat-Turniers erklärt Shao Kahn Earthrealm den Krieg als Vergeltung für Shang Tsungs Niederlage durch ein neues Mortal Kombat-Turnier, das in Outworld stattfindet. Prinzessin Kitana , Kintaro, General Reiko und Jade führen die erste Invasionswelle des Imperators aus Kriegern der Außenwelt und Dämonen des Unterreichs an und belagern das Kloster Wu Shi, werden jedoch von Kung Lao und den kybernetisch verbesserten Spezialeinheiten Jackson Briggs und dem NYPD-Offizier Kurtis Stryker zurückgeschlagen. Zu Beginn ihres Angriffs werden die Outworld-Kommandanten von Filmstar Johnny Cage konfrontiert und Jax’ Partnerin Sonya Blade.
Als Johnny und Sonya bald von Liu Kang und Raiden unterstützt werden, da die Verhandlungen scheitern, erscheint Shao Kahn selbst und bittet Raiden, an einem letzten Mortal Kombat-Turnier teilzunehmen, um dauerhaft über das Schicksal von Earthrealm zu entscheiden. Der Donnergott stimmt zu und er und Shao Kahn wagen sich in das Reich der Älteren Götter, um diesen ultimativen Wettbewerb vorzuschlagen.
Unterdessen erwacht Scorpion im Netherrealm wieder. Er wird mit dem wütenden älteren Gott Shinnok über den Tod seines bevorzugten Dieners Quan Chi konfrontiert. Shinnok plant den Eintritt von Scorpion in das Erdreich in der Hoffnung, den in seinem Körper eingebetteten Schlüssel zu nutzen, indem er den Lin Kuei-Clan anheuert. Zurück im Erdreich werden die Lin Kuei-Mitglieder Kuai Liang und Smoke vom Großmeister gerufen, um Scorpion zu jagen. Sie sind entsetzt zu sehen, dass ihre vermissten Kollegen kybernetischen Biomodifikationen unterzogen wurden, um den Clan zu stärken, wobei von den Junioren erwartet wird, dass sie dasselbe tun. Liang und Smoke rebellieren, wobei Liang als einziger erfolgreich fliehen kann. Liang nimmt dann den Codenamen seines verstorbenen Bruders Sub-Zero an.
Zurück im Wu Shi-Tempel kehrt Raiden zu seinen Truppen zurück, nachdem er arrangiert hat, das Turnier abzuhalten und daran teilzunehmen, während er seine Unsterblichkeit aufgibt. Sobald die Earthrealm-Krieger in Richtung Outworld aufbrechen, macht Scorpion Raiden seine Anwesenheit bekannt. Er erwähnt, dass sich der Schlüssel zu Shinnoks Gefängnis mit seiner Seele verbunden hat und kam zu Raiden, um sich über seinen Zweck beraten zu lassen. Raiden informiert ihn, dass es sich um einen Schlüssel zu unermesslicher Macht handelt, die als Kamidogu bekannt ist, ein höchstes magisches Relikt aus einer vergangenen Ära, das alle Reiche vernichten könnte.
Zu Beginn des Turniers wird Cage vom Kytinn-Krieger D'Vorah besiegt ; Sonya besiegt D'Vorah und Li Mei; Kang besiegt Jade; Stryker besiegt Baraka ; Jax besiegt Kintaro , indem er ihm die Arme aus den Gelenken reißt.
Zurück auf der Erde wird Scorpion von Cyrax und Sektor in einer Werft am Hafen verfolgt. Das Trio wird bald von Sub-Zero unterbrochen, aber selbst er wird von ihren überlegenen Verbesserungen und der Ankunft des kybernetischen Rauchs übertroffen. Nachdem ihre Feinde überwältigt sind, nehmen die drei Cyber-Lin Kuei ihre Höllenbrut-Beute fest und machen sich auf den Weg zum Tempel der Elemente. An ihrem Zielort zwingen sie Hanzo, ihr vorgesehenes Portal zu öffnen. Als sie sich darauf vorbereiten, ihn beim Zugang zu seinem Tor zu eliminieren, werden sie erneut von einem rachsüchtigen Sub-Zero unterbrochen. Scorpion kann Kuai Liang nicht trösten, weil er irrtümlicherweise seinen Bruder ermordet hat, stimmt aber einem vorübergehenden Bündnis gegen den Clan von Sub-Zero zu. Trotz ihrer Bemühungen holen die Lin Kuei den Kamidogu zurück und lassen das Paar für tot zurück, als der Berg über ihnen zusammenbricht.
Während die zweite Hälfte der Endrunde läuft, werden Lao und Stryker von Shao Kahn bzw. Shang Tsung getötet. Kitana rebelliert gegen ihren Stiefvater, anstatt gegen Raiden zu kämpfen, nur um zur Unterwerfung geschlagen zu werden. Kang besiegt Shang Tsung trotz eines Rückschlags und schont ihn.
Im Unterreich erkennen die Lin Kuei zu spät, dass ihr Arbeitgeber Shinnok war, und erfahren von seinem Plan, das Eine Wesen wiederzubeleben und der gesamten Schöpfung ein Ende zu bereiten. Anschließend werden sie verraten und für ihre Dienste getötet.
Während der letzten Phase des Turniers stirbt Raiden, während er seinen Kampf gegen Shao Kahn verliert, was Kang wütend macht, den Kaiser zu besiegen und das Turnier zu gewinnen. Die Feierlichkeiten werden jedoch abgebrochen, als es Shinnok endlich gelingt, das Eine Wesen wiederzubeleben und sich selbst zu verschmelzen. Mit Hilfe der Elder Gods, Sub-Zero und Scorpion führt Liu Kang Kämpfe und tötet Shinnok, während Johnny, Jax, Kitana und Sonya Zivilisten vor Kahns verbleibender Armee schützen.
In der Folge absorbiert Kang die Kraft des Einen Wesens und versetzt die Reiche in ihren ursprünglichen Zustand, einschließlich Edenia. Sonya und Johnny teilen sich einen Kuss, während Liu und Kitana in hart erarbeitetem Frieden Händchen halten, ohne zu wissen, dass Raiden mit seiner Unsterblichkeit wiederbelebt wird.

## Synchronisation
| Rolle                    | Originalstimme     | Deutsche Stimme  |
| ------------------------ | ------------------ | ---------------- |
| Hanzo Hasashi / Scorpion | Patrick Seitz      | Jürgen Holdorf   |
| Jax Briggs               | Ike Amadi          | Robert Levin     |
| Johnny Cage              | Joel McHale        | Rasmus Borowski  |
| Kuai Liang / Sub-Zero    | Bayardo De Murguia | Wolf Frass       |
| Raiden                   | Dave B. Mitchell   | Joachim Kretzer  |
| Shang Tsung              | Artt Butler        | Michael Bideller |
| Shao Kahn                | Fred Tatasciore    | Walter Wigand    |
| Shinnok                  | Robin Atkin Downes | Volker Hanisch   |
| Sonya Blade              | Jennifer Carpenter | Manuela Eifrig   |

## Produktion

### Entwicklung
Nach der Veröffentlichung von Scorpion’s Revenge im April 2020 bekundete Drehbuchautor Jeremy Adams sein Interesse an einer Fortsetzung. Im Juni 2021 wurde eine Fortsetzung angekündigt, bei der die meisten Darsteller und Crewmitglieder des vorherigen Films nun zurückkehren werden. Am Tag vor der Veröffentlichung des Films wurde eine Logovariante von Warner Bros. Animation mit Shaggy Rogers von Scooby-Doo, der Scorpion erwürgt, ins Internet hochgeladen, inspiriert vom Internet-Meme „Ultra Instinct Shaggy“, als Fortsetzung des Logos des vorherigen Films Variante mit Scorpion, der Daffy Duck anstelle von Schweinchen Dick erwürgt.

### Casting
Matthew Mercer wiederholt seine Rolle als Kurtis Stryker aus dem Videospiel von 2011. Dave B. Mitchell übernahm seine Rolle als Sektor aus Mortal Kombat 11 und Matthew Yang King, der sowohl Liu Kang als auch Fujin in Mortal Kombat 11 seine Stimme verlieh, sprach Kung Lao.

## Rezeption

### Kritiken
Auf Rotten Tomatoes erhielt der Film sechs Kritiken und bekam dabei 50 % Zustimmung und wurde mit einer durchschnittlichen Punktzahl von 5,5 bewertet. Das Publikum gab dem Film 59 % Zustimmung und er erhielt 3,5 von 5 Sternen. In der Internet Movie Database erhielt der Film 6,5 von 10 Sternen.

### Einnahmen
Der Film spielte 1,6 Millionen US-Dollar durch Blu-ray-Verkäufe ein.